# Tjow Choon Boon
Tjow Choon Boon (* 3. Juni 1945) ist ein ehemaliger malaysischer Radrennfahrer.

## Sportliche Laufbahn
Tjow Choon Boon war im Straßenradsport sowie im Bahnradsport aktiv und Teilnehmer der Olympischen Sommerspiele 1964 in Tokio. Im Mannschaftszeitfahren belegte das Team aus Malaysia mit Tjow Choon Boon, Ng Joo Pong, Choy Mow Thim und Arulraj Rosli den 32. und damit letzten Rang. In der Einerverfolgung war er in der Qualifikation ausgeschieden. 1963 gewann er eine Silbermedaille bei den asiatischen Radsportmeisterschaften in der Mannschaftsverfolgung. 1964 gewann er eine Etappe der Malaysia-Rundfahrt.